# Прутский поход
Прутский поход — поход в Молдавию летом 1711 года русской армии под предводительством Петра I против Османской империи в ходе Русско-турецкой войны 1710—1713 годов.
С армией, которую возглавлял генерал-фельдмаршал Б. П. Шереметев, в Молдавию отправился лично царь Пётр I. На реке Прут, примерно в 75 км к югу от города Яссы, русская армия была прижата к правому берегу 120-тысячной турецкой армией и 70-тысячной конницей крымских татар (ногайцев). Безнадёжное положение армии заставило Петра пойти на переговоры, и в результате было заключено мирное соглашение, по которому к Турции отошли завоёванный в 1696 году Азов и побережье Азовского моря.

## Предыстория
После поражения в Полтавской битве шведский король Карл XII укрылся во владениях Османской империи, городе Бендеры. Французский историк Жорж Удар назвал побег Карла XII «непоправимой ошибкой» Петра. Пётр I заключил договор с Турцией о выдворении Карла XII с турецкой территории, однако настроения при дворе султана сменились — шведскому королю позволили остаться и создавать угрозу южной границе России при помощи части украинского казачества и крымских татар. Добиваясь высылки Карла XII, Пётр I стал угрожать войной Турции, но в ответ 20 ноября 1710 года султан Ахмед III сам объявил войну России. Действительной причиной войны явились захват русскими войсками Азова в 1696 году и появление русского флота в Азовском море.
Война со стороны Турции ограничилась зимним набегом крымских татар, вассалов Османской империи, на территорию современной Украины. Пётр I, опираясь на помощь правителей Валахии и Молдавии, решил совершить глубокий поход до Дуная, где надеялся поднять на борьбу с турками христианских вассалов Оттоманской империи.
6 (17) марта 1711 года Пётр I выехал к войскам из Москвы с  Екатериной Алексеевной, которую повелел считать своей женой и царицей ещё до официального венчания, произошедшего в 1712 году. Ещё ранее князь М. М. Голицын с 10 драгунскими полками двинулся к границам Молдавии, с севера из Ливонии на соединение с ним вышел генерал-фельдмаршал Б. П. Шереметев с 22 пехотными полками. План русских заключался в следующем: выйти к Дунаю в Валахии, не дать турецкому войску переправиться, а затем поднять восстание народов, подвластных Османской империи, за Дунаем.

## Союзники Петра в Прутском походе
- 30 мая, на пути в Молдавию, Пётр I заключил соглашение с польским королём Августом II о ведении боевых действий против шведского корпуса в Померании. Царь усилил польско-саксонскую армию на 15 тыс. русских войск и таким образом обезопасил свой тыл от враждебных действий со стороны шведов. Втянуть Речь Посполитую в турецкую войну не удалось.
- По словам румынского историка Арманда Гроссу, «делегации молдавских и валашских бояр обивали пороги Петербурга, прося царя, чтобы православная империя их поглотила…»[4].
- Господарь Валахии Константин Брынковяну (рум. Constantin Brâncoveanu) ещё в 1709 году направил представительную делегацию в Россию и обещал выделить в помощь России 30-тысячный корпус солдат и обязался обеспечить русскую армию продовольствием, а за это Валахия должна была стать независимым княжеством под протекторатом России. Княжество Валахия (современная часть Румынии) прилегала к левому (северному) берегу Дуная и являлась вассалом Османской империи с 1476 года. В июне 1711 года, когда турецкая армия выступила навстречу русской, а русская армия, за исключением конных отрядов, не дошла до Валахии, Брынковяну не решился выступить на стороне Петра, хотя его подданные и продолжали обещать поддержку в случае прихода русских войск.
- 13 апреля 1711 года Пётр I заключил секретный Луцкий договор с православным молдавским правителем Дмитрием Кантемиром, пришедшим к власти при содействии крымского хана. Кантемир приводил своё княжество (вассал Османской империи с 1456) в вассальную зависимость от русского царя, получая в награду привилегированное положение Молдавии и возможность передать престол по наследству. В настоящее время река Прут является государственной границей между Румынией и Молдавией, в XVII—XVIII вв. Молдавское княжество включало в себя земли по обоим берегам Прута со столицей в Яссах. Кантемир присоединил к русской армии шеститысячную молдавскую лёгкую конницу, вооружённую луками и пиками. Молдавский господарь не располагал сильной армией, но с его помощью было легче обеспечить провиантом русское войско в засушливых краях.[5]
- Сербы и черногорцы при известии о приближении русской армии начали развёртывать повстанческое движение, однако слабо вооружённые и плохо организованные отряды не могли оказать серьёзной поддержки без прибытия на их земли русских войск.

## Русская армия
Русская армия была сведена в 4 пехотные и 2 драгунские дивизии:
- пехотная дивизия генерала А. А. Вейде (в команде находились генерал-лейтенант В. Берхгольц, генерал-майоры А. А. Головин и де Бук, бригадиры граф Ламберти и дю Боа)
- пехотная дивизия генерала А. И. Репнина (в команде: генерал-лейтенант В. В. Долгоруков, генерал-майоры Э. Альфедиль и Г. И. Бон, бригадиры Буш и Голицын)
- пехотная дивизия генерал-лейтенанта Л. Н. Алларта (в команде: генерал-лейтенант К. Г. Остен, бригадиры Штаф и П. П. Ласи)
- пехотная дивизия Н. Энцберга (в команде: бригадир Ремкимг)
- "гвардейская бригада" М. М. Голицына (Преображенский, Семёновский, Ингерманландский и Астраханский полки)
- драгунская дивизия генерала от кавалерии К. Э. Ренне (бригадиры Г. С. Кропотов и Л. С. Чириков; дивизия действовала отдельно от главных сил в районе Браилова)
- драгунская дивизия генерал-лейтенанта Януса фон Эберштедта (в команде: генерал-майоры И. Б. Вейсбах и А. Г. Волконский, бригадиры Моро-де-Бразе и Чернцов; при этой дивизии остался также генерал-майор Видман)
- всей русской артиллерией командовал генерал-лейтенант Я. В. Брюс (включая артиллерийский полк генерал-майора И. Я. Гинтера)

В своих записках бригадир Моро-де-Бразе насчитал 79,800 солдат в русском войске перед началом Прутского похода: 4 пехотные дивизии по 11 200 солдат, 6 отдельных полков (включая 2 гвардейских и артиллеристов) общей численностью 18 тыс., 2 драгунские дивизии по 8 тыс. драгун, отдельный драгунский полк (2 тыс.). Приведена штатная численность подразделений, которая вследствие переходов из Лифляндии к Днестру значительно уменьшилась.
Артиллерия состояла из 60 тяжёлых орудий (4—12-фунтовых) и до сотни полковых пушек (2—3-фунтовых) в дивизиях.
Иррегулярная конница насчитывала примерно 10 тыс. казаков, к которым присоединилось до 6 тыс. молдаван.

## Поход
Маршрут русских войск представлял собой линию от Киева через крепость Сороки (на Днестре) на молдавские Яссы через территорию дружественной Польши (часть современной Украины) с форсированием Прута.
Ввиду продовольственных затруднений русская армия в течение июня 1711 года сосредотачивалась на Днестре — границе Речи Посполитой с Молдавией. Фельдмаршал Шереметев с кавалерией должен был пересечь Днестр в первых числах июня и затем прямым путём спешить к Дунаю, чтобы занять места возможных переправ для турок, создать продовольственные магазины для обеспечения основной армии, а также втянуть Валахию в восстание против Османской империи. Однако фельдмаршал столкнулся с проблемами в снабжении кавалерии фуражом и провиантом, не нашёл достаточной военной поддержки на местах и остался в Молдавии, повернув на Яссы.
После пересечения Днестра 27 июня 1711 года основная армия двигались 2 отдельными группировками: впереди шли 2 пехотные дивизии генералов Алларта и фон Энцберга с казаками, за ними следовал Пётр I с гвардейскими полками, 2 пехотными дивизиями князя А. И. Репнина и генерала А. А. Вейде, а также артиллерией под началом генерал-поручика Я. В. Брюса. В 6-дневном переходе от Днестра до Прута  с изнуряющей жарой днём и холодными ночами, много русских солдат из рекрутов, ослабленных недостатком продовольствия, погибло от жажды и болезней. Солдаты умирали, не выдержав лишений, совершали самоубийство.
1 июля (н. ст.) конница крымских татар атаковала лагерь Шереметева на восточном берегу Прута. Русские потеряли 280 драгун убитыми, но отбили нападение.
3 июля дивизии Алларта и Энцберга подошли к Пруту напротив Ясс (Яссы находятся за Прутом), потом продвинулись вниз по течению.
6 июля Пётр I с 2 дивизиями, гвардией и тяжёлой артиллерией переправился на правый (западный) берег Прута, где к царю присоединился молдавский господарь Дмитрий Кантемир.
7 июля дивизии Алларта и Энцберга соединились с корпусом главнокомандующего Шереметева на левом берегу Прута. Русская армия испытывала большие проблемы с фуражом, было решено переправиться на правый берег Прута, где рассчитывали найти больше продовольствия.

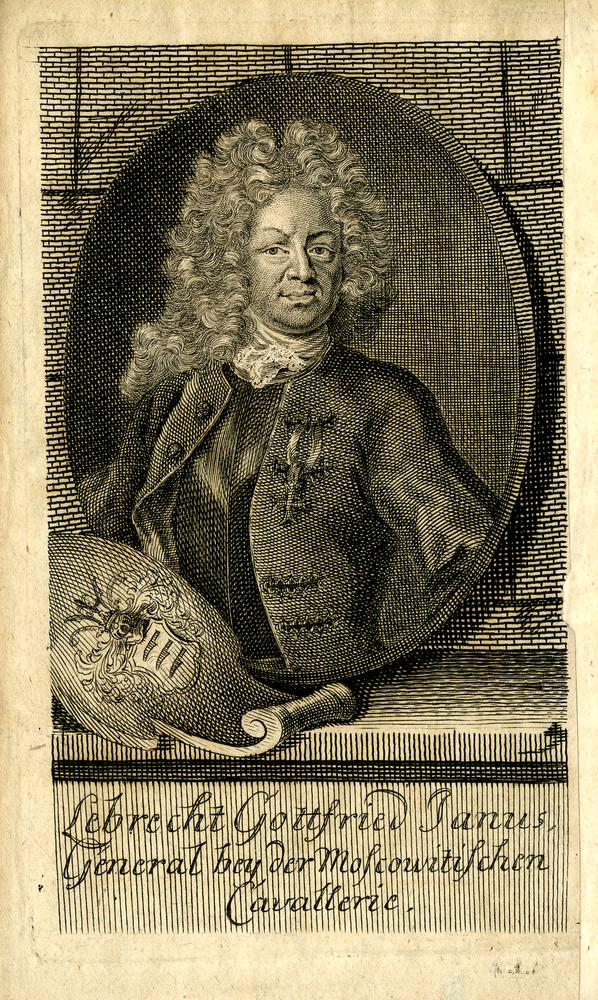
Портрет генерала Януса фон Эберштедта

11 июля кавалерия с обозом из армии Шереметева начали переправу на правый берег Прута, остальные войска пока оставались на восточном берегу.
12 июля генерал К. Э. Ренне с 8 драгунскими полками (5056 человек) и 5 тыс. молдаван был отправлен в город Браилов (совр. Брэила в Румынии) на Дунае, где турки сделали значительные запасы фуража и провианта.
14 июля вся армия Шереметева перешла на западный берег Прута, где вскоре к ней подошли войска с Петром I. До 9 тыс. солдат были оставлены в Яссах и на Днестре для охраны коммуникаций и удержания спокойствия местного населения. После соединения всех сил русская армия двинулась вниз по течению Прута к Дунаю. 20 тыс. татар переправилось через Прут вплавь с лошадьми и стали нападать на небольшие тыловые части русских.
17 июля проведён смотр, на котором в русской армии насчитали до 47 тыс. солдат.
18 июля русский авангард узнал о начавшейся переправе на западный берег Прута возле городка Фальчи (совр. Фэлчиу) большой турецкой армии. Турецкая конница в 2 часа дня напала на авангард генерала Януса фон Эберштедта (6 тыс. драгун, 32 пушки), который, построившись в каре и отстреливаясь из орудий, пешим строем в полном окружении противника медленно отступал к основной армии. Русских спасало отсутствие артиллерии у турок и их слабое вооружение, многие из турецких всадников были вооружены лишь луками. С заходом солнца турецкая кавалерия отошла, что позволило авангарду ускоренным ночным маршем соединиться ранним утром 19 июля с армией.

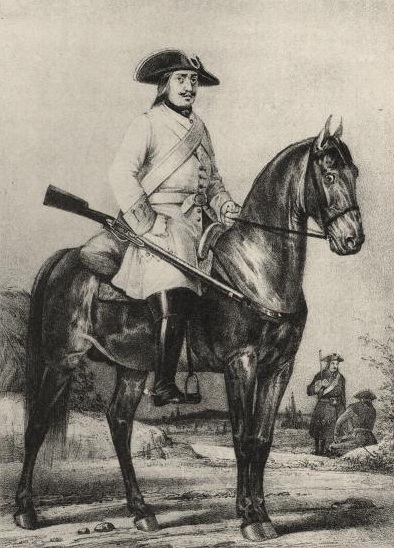
Рядовой драгун (1700—1720)
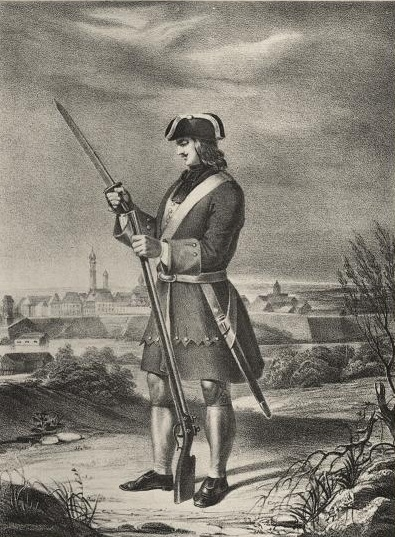
Солдат-преображенец примыкает штык к фузее (1700—1720)
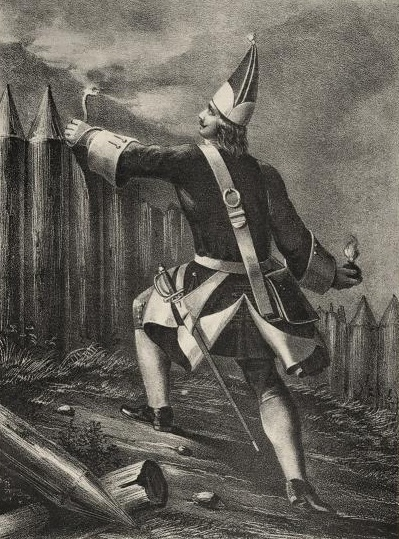
Гренадер пехотного полка с ручной гранатой (1700—1732)

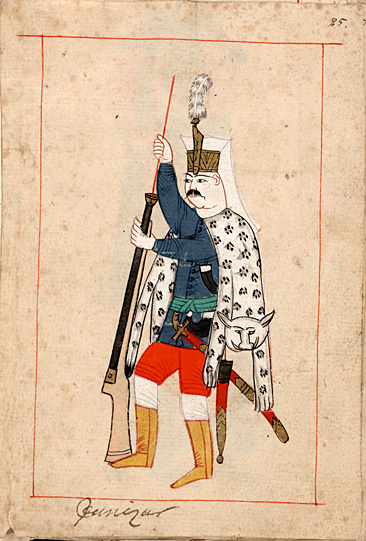
Янычар XVII века
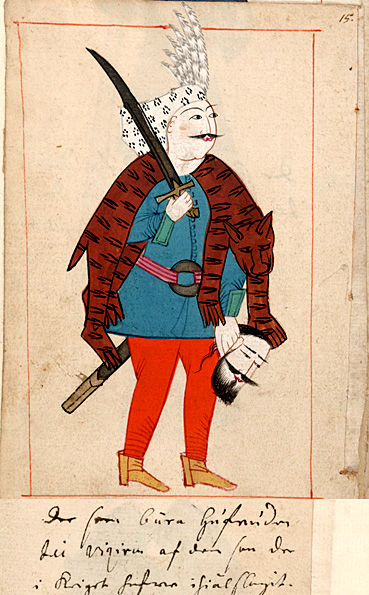
Турецкий солдат XVII века
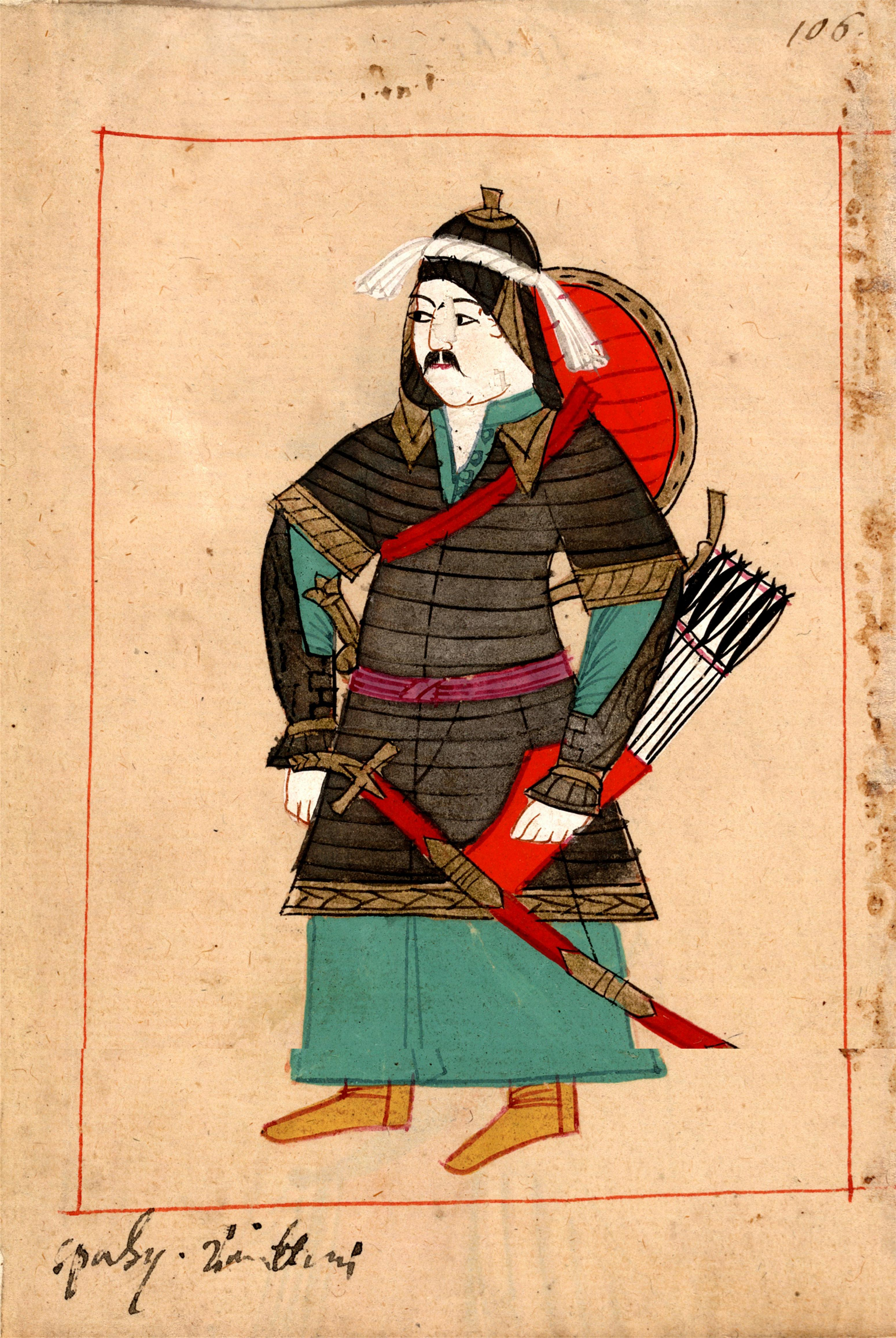
Сипах (турецкая тяжёлая кавалерия) XVII века

## Сражение с турками. Окружение

### 19 июля 1711 года
19 июля турецкая кавалерия окружила русскую армию, не приближаясь ближе, чем на 200—300 шагов. У русских не было чёткого плана действий. В 2 часа дня решили выдвинуться, чтобы атаковать неприятеля, но турецкая конница оттянулась, не приняв боя. Армия Петра I располагалась в низине вдоль Прута, все окрестные возвышенности были заняты турками, к которым пока не подошла артиллерия.
На военном совете было решено отступать ночью вверх по Пруту в поисках более выгодной позиции для обороны. В 11 часов вечера, уничтожив лишние повозки, армия двинулась в следующем боевом порядке: 6 параллельными колоннами (4 пехотные дивизии, гвардия и драгунская дивизия Януса фон Эберштедта), в промежутках между колоннами вели обоз и артиллерию. Гвардейские полки прикрывали левый фланг, на правом фланге, примыкающем к Пруту, двигалась дивизия Репнина. С опасных сторон войска прикрывались от турецкой конницы рогатками, которые несли солдаты на руках.
Потери русской армии убитыми и ранеными в этот день составили около 800 человек.
К этому времени армия насчитывала 31 554 пехоты и 6692 кавалерии, в основном бесконной, 53 тяжёлых орудия и 69 лёгких 3-фунтовых пушек.

### 20 июля 1711 года
20 июля к утру образовался разрыв между отставшей крайней левой колонной гвардии и соседней дивизией Алларта из-за неравномерного марша колонн по пересечённой местности. Турки немедленно напали на обоз, оставшийся без прикрытия, и прежде чем фланг был восстановлен, погибло немало обозников и членов офицерских семей. В течение нескольких часов армия стояла, ожидая восстановления боевого походного строя. Из-за задержки турецкой пехоте янычарам с артиллерией удалось в течение дня нагнать русскую армию.

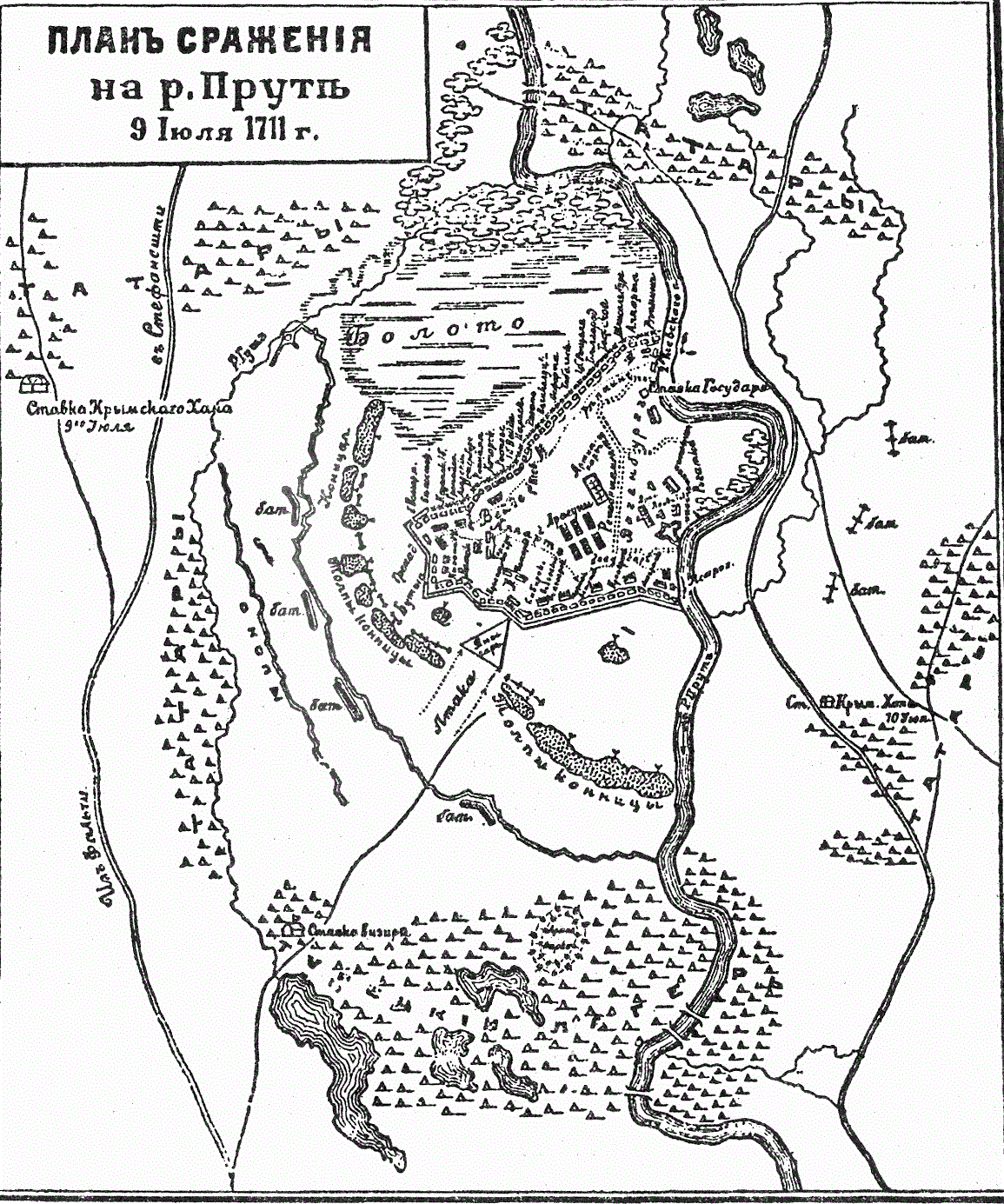
План сражения на реке Прут

Около 5 часов дня армия упёрлась крайним правым флангом в реку Прут и остановилась для обороны недалеко от местечка Стэнилешти (рум. Stănileşti, Стэнилешть; около 75 км южнее Ясс). На противоположном восточном крутом берегу Прута показалась татарская конница и союзные им запорожские казаки. К туркам подошла лёгкая артиллерия, которая стала обстреливать русские позиции. В 7 часов вечера последовала атака янычар на расположение дивизий Алларта и Януса, несколько выдвигающихся вперёд по условиям местности. Отбитые ружейно-пушечным огнём турки залегли за небольшим возвышением. Под прикрытием порохового дыма 80 гренадер забросали их гранатами. Турки контратаковали, но были остановлены ружейными залпами на линии рогаток.
Польский генерал Понятовский, военный советник у турок, лично наблюдал сражение:

Янычары… продолжали наступать, не ожидая приказов. Испуская дикие вопли, взывая по своему обычаю к богу многократными криками «алла», «алла», они бросились на неприятеля с саблями в руках и, конечно, прорвали бы фронт в этой первой мощной атаке, если бы не рогатки, которые неприятель бросил перед ними. В то же время сильный огонь почти в упор не только охладил пыл янычар, но и привёл их в замешательство и принудил к поспешному отступлению. Кегая (то есть помощник великого визиря) и начальник янычар рубили саблями беглецов и старались остановить их и привести в порядок.

Бригадир Моро-де-Бразе оставил такой отзыв о поведении Петра I в критический момент боя:

Могу засвидетельствовать, что царь не более себя берёг, как и храбрейший из его воинов. Он переносился повсюду, говорил с генералами, офицерами и рядовыми нежно и дружелюбно, часто их расспрашивая о том, что происходило на их постах.

Ночью турки дважды делали вылазки, но были отбиты. Потери русских в результате боёв составили 2680 человек (750 убитых, 1200 раненых, 730 пленных и пропавших без вести); турки потеряли 7—8 тысяч согласно донесению английского посла в Константинополе и показанию бригадира Моро-де-Бразе (ему в потерях признавались сами турки).

### 21 июля 1711 года

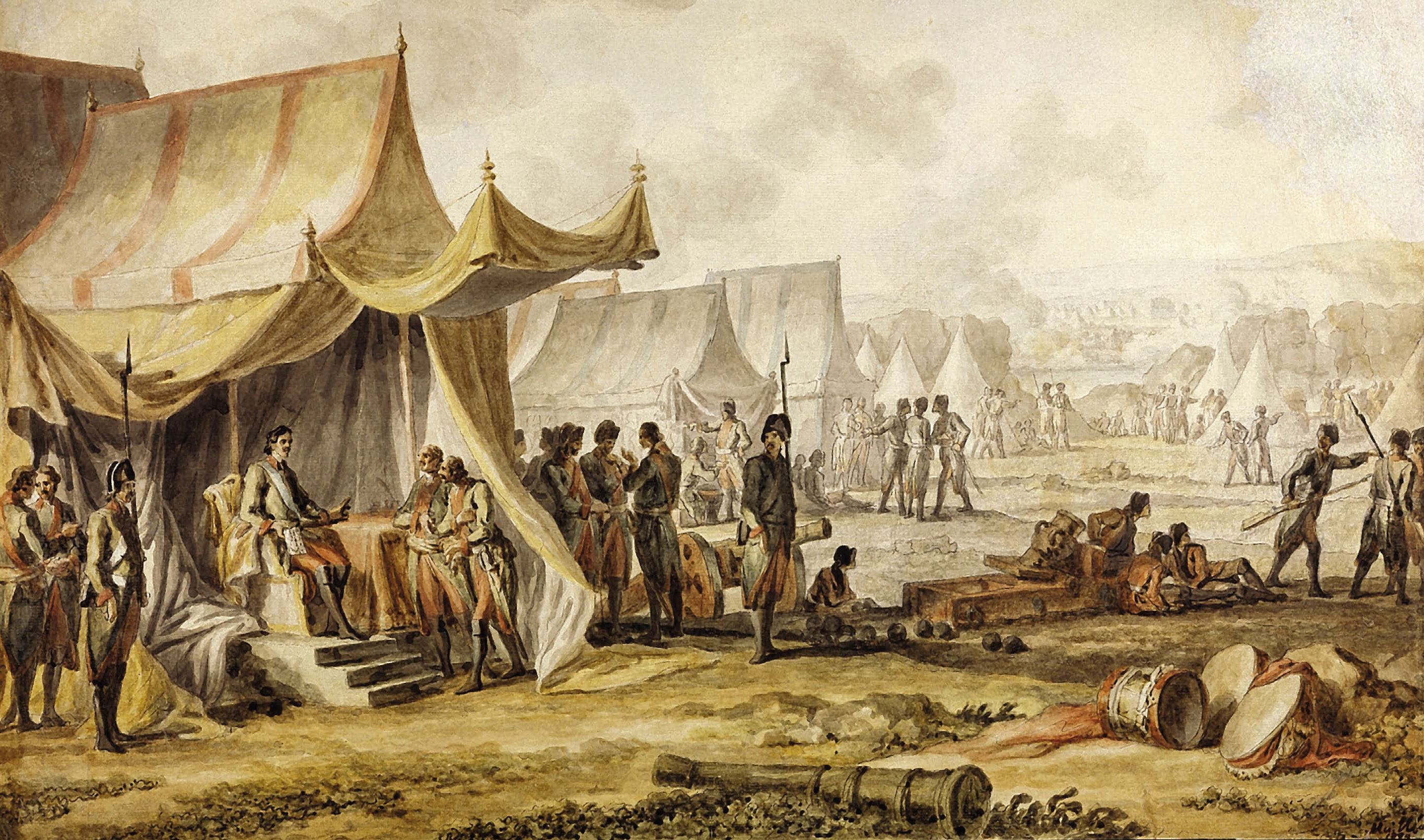
Лагерь русских войск на Пруте. Худ. Иванов М. М.

21 июля турки обложили русскую армию, прижатую к реке, полукругом полевых укреплений и артбатарей. Около 160 орудий непрерывно обстреливали русские позиции. Янычары предприняли атаку, но снова были отбиты с потерями. Положение русской армии стало отчаянным, боеприпасы ещё оставались, но запас был ограничен. Продовольствия не хватало и раньше, а в случае затягивания осады войскам скоро грозил голод. Помощи ждать было не от кого. В лагере плакало и выло множество офицерских жён, сам Пётр I временами приходил в отчаяние, «бегал взад и вперед по лагерю, бил себя в грудь и не мог выговорить ни слова».
На утреннем военном совете Пётр I с генералами принял решение предложить турецкому султану мир; в случае отказа сжечь обоз и прорываться «не на живот, а на смерть, никого не милуя и ни у кого не прося пощады». К туркам послали трубача с предложением о мире. Визирь Балтаджи Мехмед-паша, не ответив на русское предложение, приказал янычарам возобновить атаки. Однако те, понеся в этот и предыдущий день большие потери, заволновались и подняли ропот, что султан желает мира, а визирь против его воли шлёт янычар на убой.
Генерал-фельдмаршал Б. П. Шереметев послал визирю 2-е письмо, в котором, кроме повторного предложения о мире, заключалась угроза перейти в решительный бой через несколько часов, если ответа не последует. Визирь, обсудив со своими военачальниками положение, согласился заключить перемирие на 48 часов и вступить в переговоры.
К туркам из осаждённой армии назначили наделённого широкими полномочиями вице-канцлера П. П. Шафирова с переводчиками и помощниками. Переговоры начались.

## Взятие Браилова
В то время как главная русская армия оказалась в окружении, конный корпус под командованием генерала Рённе совершал рейд через Валахию в тыл турецким войскам. 8 июля русские заняли Фокшаны, где запаслись провиантом. Оттуда Рённе рассылал грамоты местному населению примкнуть к русским войскам, однако прибыло всего около 200 человек. 12 июля русские войска вышли к Дунаю и обложили турецкую крепость Браилов. Имея превосходство в численности, русские пошли на штурм крепости. Тверской полк взял предместья и обратил турок в бегство. Московский полк и Рязанский полк штурмовали крепость со стороны Дуная. Турецкий гарнизон был деморализован и капитулировал. Потери русских 100 убитых и раненых, турок 800 убитых и несколько сотен раненых. 14 июля крепость сдалась на унизительных условиях, гарнизон покинул город без оружия и без обоза. Город на 3 дня перешёл в руки русских, однако, узнав о заключении мира, Рённе был вынужден покинуть его и присоединиться к главной русской армии.

## Заключение Прутского мирного договора
О безнадёжном положении русской армии можно судить по условиям, на которые был согласен Пётр I, и которые он изложил Шафирову в инструкции:
- Отдать туркам Азов и все ранее завоёванные города на их землях.
- Отдать шведам Лифляндию и прочие земли, кроме Ингрии (где строился Петербург). Отдать в возмещение за Ингрию Псков.
- Согласиться на Станислава Лещинского, ставленника шведов, как польского короля.

Данные условия совпадали с теми, которые выдвигал султан при объявлении войны России. На подкуп визиря было выделено из казны 150 тыс. рублей, суммы поменьше предназначались другим турецким начальникам и даже секретарям. По легенде, жена Петра Екатерина Алексеевна пожертвовала все свои драгоценности на подкуп, однако датский посланник Юст Юль, бывший при русской армии после выхода её из окружения, не сообщает о таком деянии Екатерины, но говорит о том, что царица раздала свои драгоценности на сбережение офицерам и потом, по заключении мира, собрала их назад.

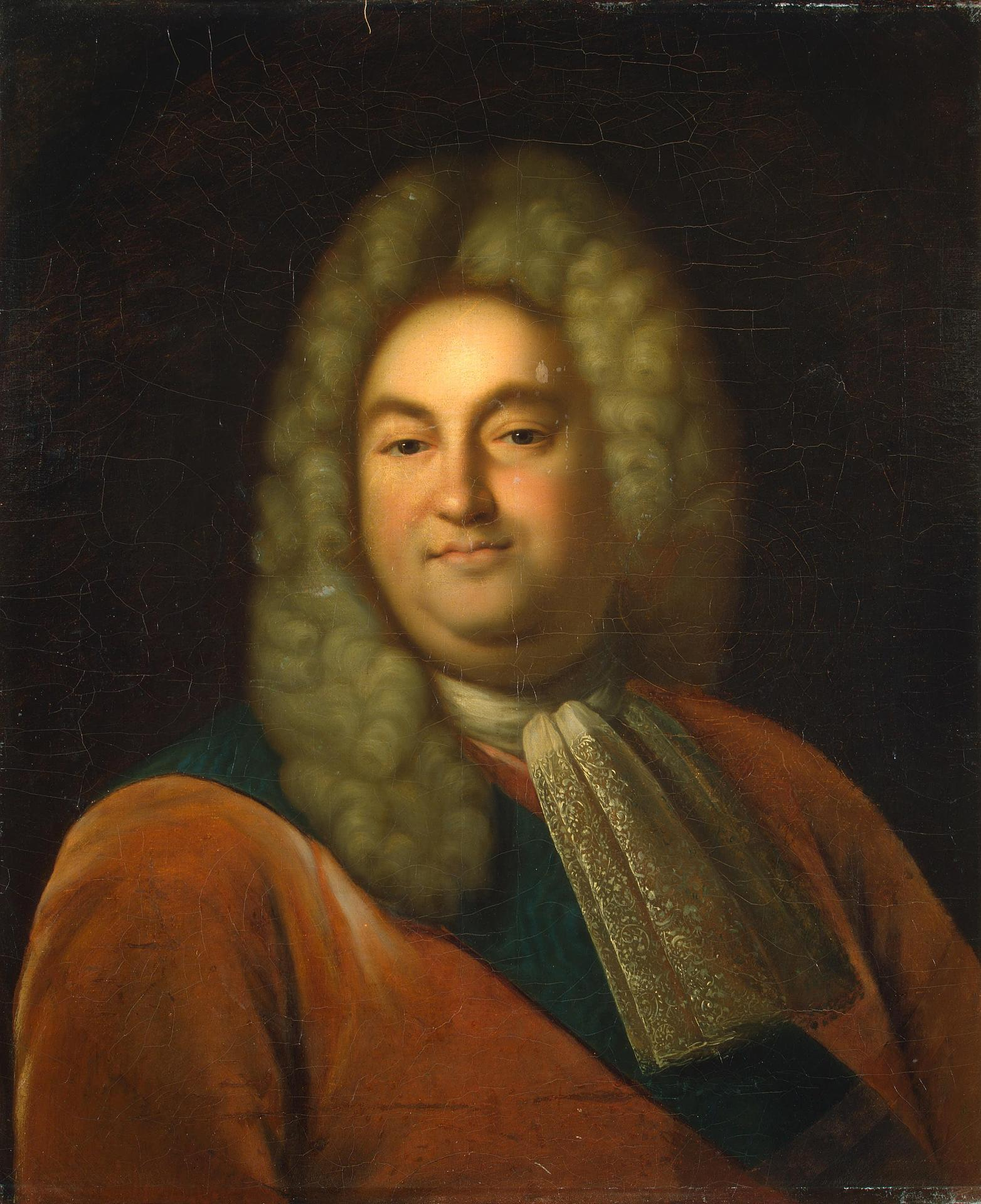
Пётр Павлович Шафиров

22 июля П. П. Шафиров вернулся из турецкого лагеря с условиями мира. Они оказались значительно легче тех, на которые был готов Пётр:
- Возврат Азова туркам в прежнем состоянии.
- Разорение Таганрога и других городов на завоёванных русскими землях вокруг Азовского моря.
- Отказ от вмешательства в польские и казацкие (запорожские) дела.
- Свободный пропуск шведского короля в Швецию и ряд несущественных условий по купцам.
- До исполнения условий договора Шафиров и сын фельдмаршала Шереметева должны были оставаться в Турции как заложники.

23 июля мирный договор был скреплён печатями, и уже в 6 часов вечера русская армия в боевом порядке с распущенными знамёнами и барабанным боем выступила к Яссам. Турки даже выделили свою кавалерию для защиты русской армии от разбойничьих набегов татар. Карл XII, узнав о начале переговоров, но ещё не зная об условиях сторон, немедля отправился из Бендер на Прут и 24 июля после полудня прибыл в турецкий лагерь, где потребовал расторгнуть договор и дать ему войско, с которым он разобьёт русских. Великий визирь отказал, сказав:

«Ты уже их испытал, и мы их знаем. Коли хочешь, нападай на них со своими людьми, а мы заключённого мира не нарушим».

13 августа 1711 русская армия, выходя из Молдавии, пересекла Днестр в Могилёве-Подольском, закончив Прутский поход. По воспоминанию датчанина Расмуса Эребо (секретаря Ю. Юля) о русских войсках на подходе к Днестру:

«Солдаты почернели от жажды и голода. Почерневшие и умирающие от голода люди лежали во множестве по дороге, и никто не мог помочь ближнему или спасти его, так как у всех было поровну, то есть ни у кого ничего не было».

Данная фраза является сомнительной, поскольку у самого Юля было сказано: Славный народ — хоть куда, но крайне ослабленный голодом.
Визирь так и не смог получить обещанную ему Петром взятку. Ночью 26 июля деньги привезли в турецкий лагерь, но визирь не принял их, опасаясь своего союзника, крымского хана. Потом он побоялся взять их из-за подозрений, возбуждаемых Карлом XII против визиря. В ноябре 1711 благодаря интригам Карла XII посредством английской и французской дипломатии визирь Мехмед-паша был смещён султаном и вскоре по требованию крымского хана казнён в Турции.

## Итоги Прутского похода
Главным итогом неудачного Прутского похода явилась потеря Россией выхода к Азовскому морю и недавно построенного южного флота. Пётр хотел перевести из Азовского моря на Балтику корабли «Гото Предестинация», «Ластка» и «Шпага», однако турки не разрешили им проход через Босфор и Дарданеллы, после чего корабли были проданы Османской империи.
Азов вновь был захвачен русской армией спустя 25 лет в июне 1736 года при императрице Анне Иоанновне.
В то же время историки отмечают, что русская армия не потерпела военного поражения. Петру удалось сохранить армию для продолжения главной войны со Швецией.

### Потери
Во время пребывания в лагере за Днестром в Подолии Пётр I приказал каждому бригадиру представить подробную опись своей бригаде, определив её состояние в первый день вступления в Молдавию и то, в котором находилась она в день отданного приказа. Воля царского величества была исполнена: по словам бригадира Моро-де-Бразе, из 79 800 людей, состоявших налицо при вступлении в Молдавию, оказалось только 37 515, и ещё не присоединилась к армии дивизия Рене (5 тыс. на 12 июля). Из этого числа, по оценке Моро, в боях погибло 5 тысяч.
При этом оценки Моро подвергаются сомнению современными исследователями. Так, Артамонов и Водарский сообщают о боевых потерях русской армии в 2790 человек из числа регулярных войск или 7,4 % от численности русских в окружённом лагере. Майор Преображенского полка Линдеман, прибывший в Москву 18 августа, сообщал, что русские за всю кампанию потеряли не более шести тысяч человек. Урланис оценивает потери русских в прутском походе в 4 тысячи погибших. При этом общая численность русской армии в 80 тысяч человек также считается завышенной. Возможно, в русских полках был изначальный некомплект личного состава, но не более чем 8 тысяч рекрутов, в чём Пётр I упрекал губернаторов в августе 1711 года.

### Увольнение иностранных генералов и офицеров
По окончании неудачной кампании Пётр I уволил со службы многих иностранных генералов и офицеров.

Когда генералы собрались в палатках фельдмаршала, он объявил им, что его царское величество, заключив мир с турками, не имел уже надобности в столь великом числе генералов, что он имел повеление от государя отпустить тех из них, которые по их большому жалованию наиболее были ему тягостны, что он именем его царского величества благодарит их за услуги, ими оказанные, особенно в сей последний поход; потом он раздал абшиды генералам...— Записки бригадира Моро-де-Бразе (касающиеся до турецкого похода 1711 года)
В отставку отправлены генералы Н. Энцберг и Янус фон Эберштейн, генерал-лейтенанты В. Берхгольц и К. Г. Остен, бригадиры дю Боа, Моро де Бразе, граф Ламберти, а также 14 полковников, 22 подполковника и другие офицеры (часть офицеров покинули русскую службу самостоятельно, «без абшида»).

### Последующие события
Не добившись, согласно Прутскому соглашению, выдворения Карла XII из Бендер, Пётр I повелел приостановить выполнение требований договора. В ответ Турция в конце 1712 года вновь объявила войну России, но боевые действия ограничились лишь дипломатической активностью вплоть до заключения в июне 1713 года Адрианопольского мирного договора, в основном на условиях Прутского договора.